# Hainaut
Tỉnh Hainaut là một trong 10 tỉnh của Bỉ, nằm ở vùng Wallonie và ở phía tây nam của nước Bỉ.

## Lịch sử
Nguồn gốc của tỉnh Hainaut xuất phát từ năm 1795 sau khi Pháp sáp nhập Bỉ vào lãnh thổ của mình. Trước cách mạng văn hóa Pháp, Bỉ thuộc về nước Áo.
Sau 1830, tỉnh Hainaut trở thành 1 tỉnh của nước Bỉ độc lập.

## Địa lý
Thủ phủ của tỉnh Hainaut là Mons. Có diện tích 3 786 km², với dân số 1 290 079, đây cũng là tỉnh đông dân nhất của vùng Wallonie. Ngoài Mons, những thành phố chính khác là Charleroi, La Louvière, Mouscron và Tournai. Hainaut có tất cả 69 phường rải rác trên 7 quận.
Tỉnh Hainaut bao gồm nhiều vùng nhỏ như Borinage, Centre (có nghĩa là vùng trung tâm) và Pays de Charleroi.
Tỉnh có đường biên giới với các vùng Grand Est và Hauts-de-France của Pháp.
(Celles) là nơi thấp nhất của tỉnh Hainaut, với độ cao là 10 m còn (L'Escaillère) là nơi cao nhất với độ cao 385m so với mực nước biển.

## Các huyện và đô thị

### Huyện Ath
- Ath
- Belœil
- Bernissart
- Brugelette
- Chièvres
- Ellezelles
- Flobecq
- Frasnes-lez-Anvaing

### Huyện Charleroi
- Aiseau-Presles
- Chapelle-lez-Herlaimont
- Charleroi
- Châtelet
- Courcelles
- Farciennes
- Fleurus
- Fontaine-l'Evêque
- Gerpinnes
- Les Bons Villers
- Manage
- Montigny-le-Tilleul
- Pont-à-Celles
- Seneffe

### Huyện Mons
- Boussu
- Colfontaine
- Dour
- Frameries
- Hensies
- Honnelles
- Jurbise
- Lens
- Mons
- Quaregnon
- Quévy
- Quiévrain
- Saint-Ghislain

### Huyện Mouscron
- Comines-Warneton
- Mouscron

### Huyện Soignies
- Braine-le-Comte
- Ecaussinnes
- Enghien
- La Louvière
- Le Roeulx
- Lessines
- Silly
- Soignies

### Huyện Thuin
- Anderlues
- Beaumont
- Binche
- Chimay
- Erquelinnes
- Estinnes
- Froidchapelle
- Ham-sur-Heure-Nalinnes
- Lobbes
- Merbes-le-Château
- Momignies
- Morlanwelz
- Sivry-Rance
- Thuin

### Huyện Tournai
- Antoing
- Brunehaut
- Celles
- Estaimpuis
- Leuze-en-Hainaut
- Mont-de-l'Enclus
- Pecq
- Péruwelz
- Rumes
- Tournai

## Hình ảnh

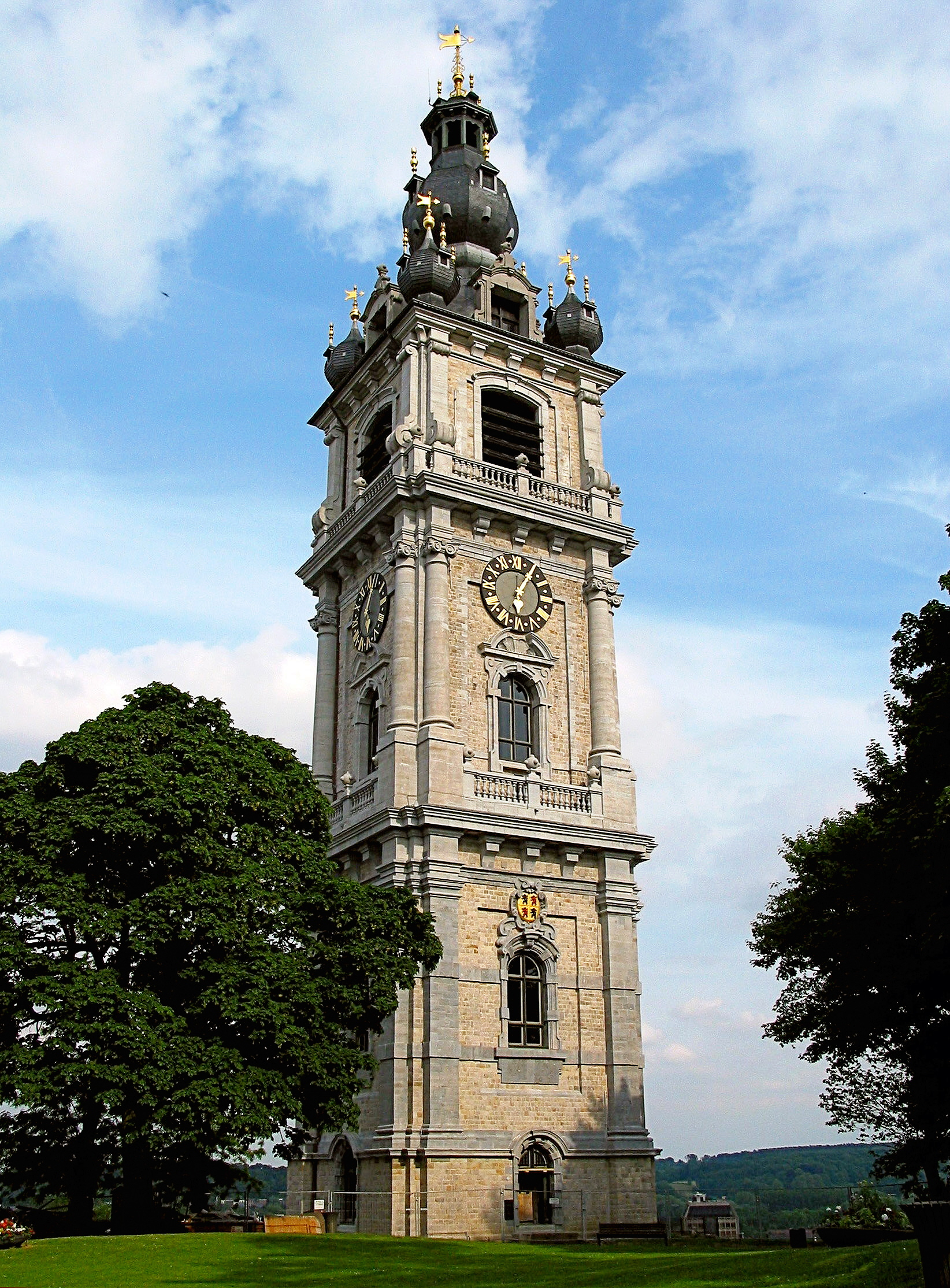
Tháp chuông Mons
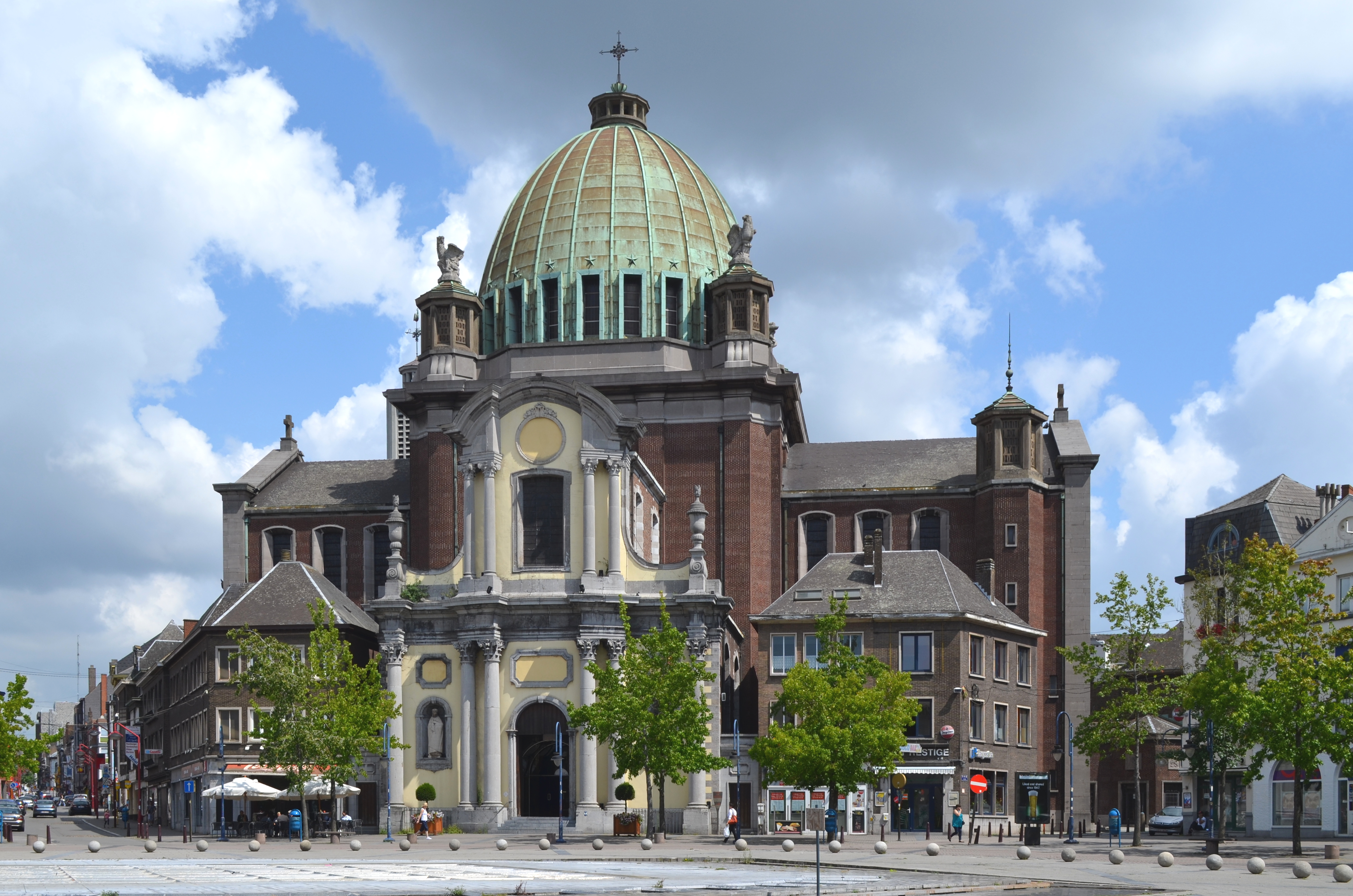
Nhà thờ thánh Christophe ở Charleroi
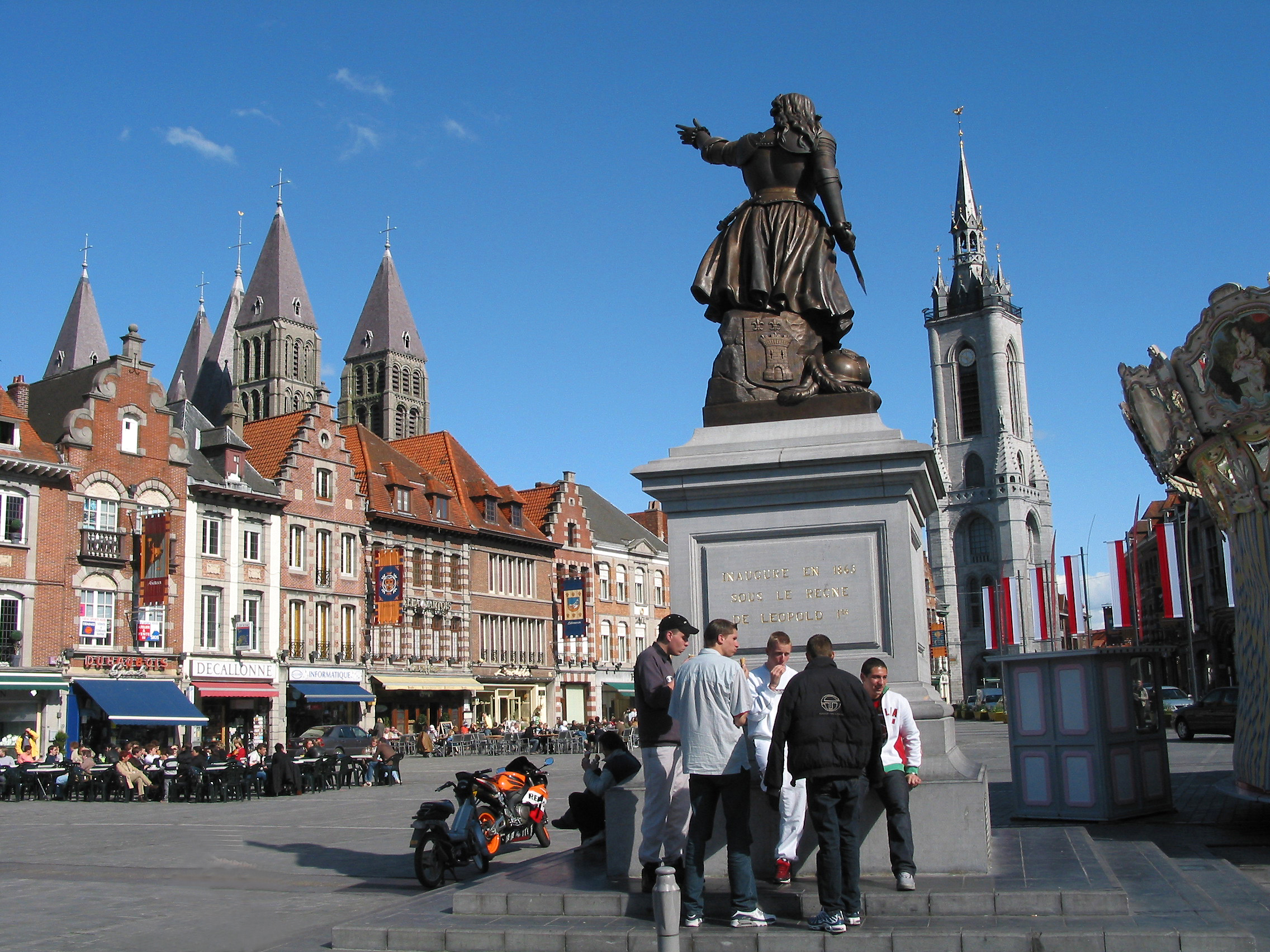
Trung tâm Tournai
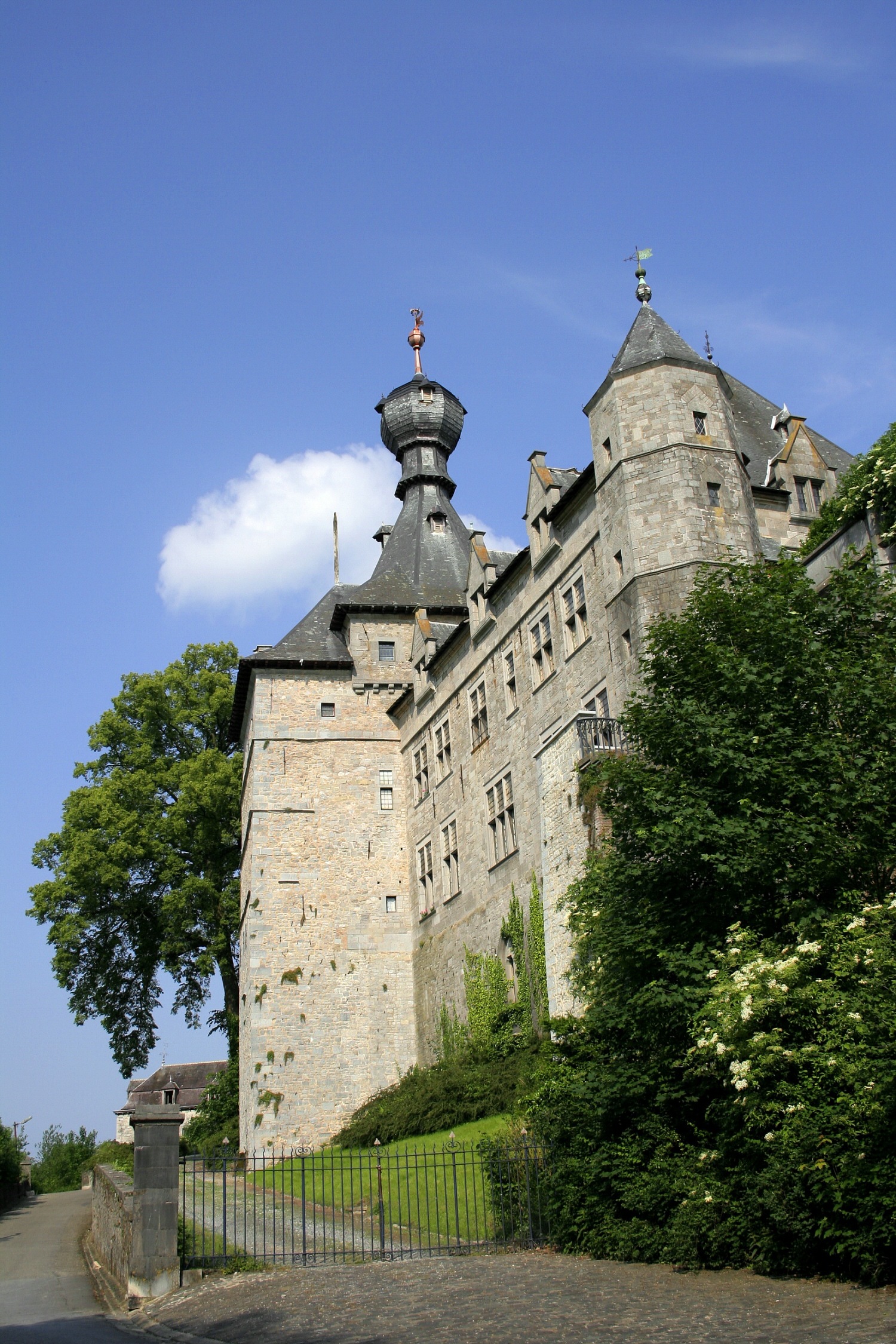
Lâu đài Chimay
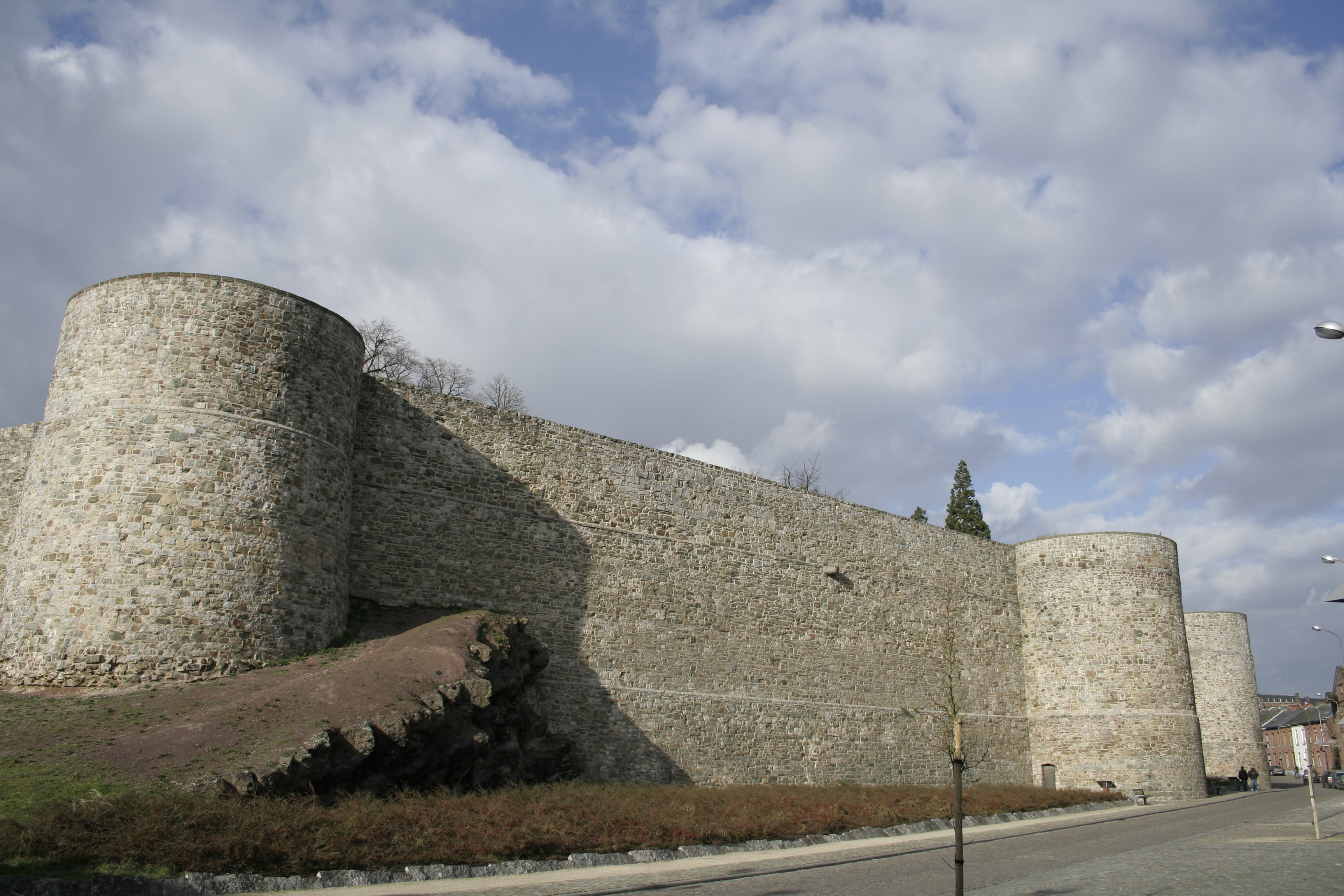
Tường thành ở Binche